# Ивановка (Большеболдинский район)
Ивановка — посёлок в Большеболдинском районе Нижегородской области. Входит в состав Пикшенского сельсовета. Население 0 (2010) человек

## Общая физико-географическая характеристика
Географическое положение
По автомобильным дорогам расстояние до областного центра города Нижнего Новгорода составляет 210 км, до районного центра села Большого Болдино — 12 км. Абсолютная высота 165 метров над уровнем моря.
Часовой пояс
Ивановка, как и вся Нижегородская область, находится в часовой зоне МСК (московское время). Смещение применяемого времени относительно UTC составляет +3:00.

## Население
По итогам Всероссийской переписи как 2002, так и 2010 года в посёлке отсутствует постоянное население.
| 1999 | 2002 | 2010 |
| ---- | ---- | ---- |
| 12   | ↘0   | →0   |